# Sergueï Fedortchouk
Pour les articles homonymes, voir Fedortchouk.
Sergueï Fedortchouk (en anglais Sergey Fedorchuk) est un joueur d'échecs ukrainien né le 14 mars 1981.  Grand maître international depuis 2002, il a été champion de Paris à quatre reprises (en 2009, 2011, 2013 et 2014) et a représenté l'Ukraine lors du championnat d'Europe par équipe de 2013.

## Carrière aux échecs
Fedortchouk remporta le championnat d'Europe d'échecs de la jeunesse (catégorie moins de 14 ans) en 1995.
il a remporté les tournois d'Alouchta 2001, Charleroi 2004, Sautron 2004, Banyoles 2006 (tournoi rapide), l'open du Qatar à Doha en 2006 (ex æquo avec Sargissian et Petrossian). En 2008, il termina premier ex æquo de l'Open de Cappelle-la-Grande.
Il a représenté l'Ukraine lors du championnat d'Europe d'échecs des nations 2013 (il était joueur de réserve et l'Ukraine finit neuvième).
En 2014, il fut finaliste du tournoi Corsica Masters en 2014, battu par Hou Yifan.
Au 1er décembre 2014, il est le 75e joueur mondial et le no 8 ukrainien avec un classement Elo de 2 669.